# Voivodeneț, Haskovo
Voivodeneț (în bulgară Войводенец) este un sat în comuna Stambolovo, regiunea Haskovo,  Bulgaria. 

## Demografie
Componența etnică a satului Voivodeneț
     Turci (78,12%)
     Bulgari (6,25%)
     Nicio identificare (15,62%)
     Altele (0%)
La recensământul din 2011, populația satului Voivodeneț era de 64 locuitori. Din punct de vedere etnic, majoritatea locuitorilor (78,12%) erau turci, cu o minoritate de bulgari (6,25%). Pentru 15,62% din locuitori nu este cunoscută apartenența etnică.